# احمد بادکوبه هزاوه
احمد بادکوبه هزاوه متولد (۲۹ مهر ۱۳۴۲-تهران) استاد تاریخ و تمدن ملل اسلامی است. وی عضو هیات علمی دانشگاه تهران است و بیشتر در حوزه تاریخ تعلیم و تربیت اسلام و تاریخ مصر و شام تدریس دارد. وی چندی معاون آموزشی دانشکده الهیات و ریاست پژوهشکده تاریخ علم و مدیر گروه تاریخ و تمدن ملل اسلامی بوده‌است و اکنون معاون پژوهشی دانشکده الهیات را عهده‌دار است.

## تحصیلات
- دیپلم علوم تجربی سال ۱۳۶۱ دبیرستان شهید مفتح
- کارشناسی ارشد پیوسته در رشته معارف اسلامی از دانشگاه امام صادق
- دکتری در رشته تاریخ و تمدن ملل اسلامی از دانشگاه تهران ۱۳۷۹

## سوابق شغلی و اجرایی
- عضو هیئت علمی دانشگاه تهران ۱۳۸۰ تاکنون
- مدیرگروه تاریخ و تمدن ملل اسلامی ۱۳۸۸ تاکنون
- معاون آموزشی دانشکده الهیات دانشگاه تهران
- عضو هیئت علمی دانشگاه امام صادق از سال ۱۳۷۰تا ۱۳۸۰
- عضو و پژوهشگر و نویسنده مرکز دائرةالمعارف بزرگ اسلامی از ۱۳۶۸ تا ۱۳۷۸[۲]
- همکار و مولف در دانشنامه جهان اسلام از ۱۳۸۰ تا ۱۳۸۳

## کتاب‌های تألیفی و ترجمه
- جنگ روانی پیامبر، تألیف منصور محمد محمود عریس، ترجمه احمد بادکوبه با همکاری دیگران، دفتر مرکزی جهاد دانشگاهی، تهران، ۱۳۶۵
- دولت زیدیه در یمن، ترجمه قیا م الدولة الزیدیة فی الیمن، تألیف حسن خضیری احمد، ترجمه احمد بادکوبه، قم، پژوهشگاه حوزه و دانشگاه، ۱۶۳۱ چاپ دوم۱۶۳۱
- تاریخنگاری مصر و شام در دوره ایوبیان، چاپ پژوهشگاه حوزه و دانشگاه، ۱۳۷۵

## سوابق علمی-پژوهشی
او مقالات متعددی را در مجلات علمی-پژوهشی و دائرةالمعارف بزرگ اسلامی به چاپ رسانده است
- نقش میثاق اجتماعی در تحول آرای تفسیری: بررسی موردی ترکیب قرآنی «صبغة الله»
- عوامل ناکامی مراکز رسمی آموزشی تبلیغی فاطمیان در گسترش مذهب اسماعیلی در مصر
- روابط بازرگانی اراگون و قشتاله با بیبرس و تحریم اقتصادی مصر از سوی پاپ
- سیاست‌های مذهبی وزیران سنی مذهب فاطمیان: انگیزه‌ها، اهداف و راهبردها
- آغاز حرفه وراقت در میان مسلمانان
- رورویایی اعیان خراسان و ماوراءالنهر با سیاست‌های مالی سامانیان و غزنونیان با تأکید بر سیاست‌های مالی ایشان در نیشابور

بررسی وضعیت شیعیان در حلب عهد بنی مرداس

## مقالات چاپ شده در دانشنامه جهان اسلام
1. تبنین ج ۳، سال ۱۶۳۱
2. ۱۶۳۶ سال، توابین ج ۳
3. جابر بن عبدالله انصاری ج ۱، سال ۱۶۳۴
4. جامع مسجد (ج ۱، سال ۱۶۳۴)
5. ۱۶۳۳، حسبه ج 16[۴]